# Troppberg
Der Troppberg ist ein 542 m ü. A. hoher Berg im nördlichen Wienerwald. Er befindet sich in den niederösterreichischen Marktgemeinden Gablitz und Tullnerbach.

## Lage und Charakter des Berges
Der Gipfel des Troppbergs liegt knapp südwestlich des Wienerwald-Hauptkamms, Richtung Purkersdorf vorgelagert, wobei der Gipfelpunkt etwa 120 m von der Tullnerbacher Gemeindegrenze entfernt im Gebiet von Gablitz liegt.
Die südwestlich der Erhebung liegende Rotte heißt ebenfalls Troppberg; sie gehört zum Gemeindegebiet von Tullnerbach.

## Türme
Bekannt ist der Berg vor allem durch seine Aussichtstürme. Bereits 1870 wurde vom „Verschönerungsverein Purkersdorf“ die noch heute vorhandene 11 m hohe steinerne Troppbergwarte am höchsten Punkt des Berges errichtet, von der die Aussicht jedoch wegen hoch gewachsener Bäume zunehmend eingeschränkt war. 1962 wurde neben der alten Warte eine höhere Betonsäule als neue Troppbergwarte errichtet, die eine Aussichtsplattform in 20 m Höhe besaß. Sie musste aber nach weniger als 30 Jahren 1991 wieder abgerissen werden. Im gleichen Jahr wurde der gut 50 m hohe Funkturm Troppberg mit einer Aussichtsplattform in 24 m Höhe errichtet. Diese bietet ein weites Panorama, das den Großteil des nördlichen Wienerwalds und Teile des Stadtgebiets von Wien umfasst sowie bei guten Bedingungen bis zum Schneeberg und dem Ötscher reicht.

## Anstiegsrouten
Der Troppberg ist „ein klassisches Wienerwald-Ausflugsziel“; aus allen Himmelsrichtungen führen markierte Wanderwege auf ihn. Der kürzeste Anstieg vom Wienerwaldhof (dem früheren Waldgasthof Rieger) im Westen dauert etwa 30 Minuten. Gern begangen sind die Wege ab der Stadtgemeinde Purkersdorf und der Marktgemeinde Tullnerbach an der Alten Westbahnlinie; sie erfordern jeweils etwa 1½ bis 2 Stunden Gehzeit.
Seit 2011 führt der Abschnitt Purkersdorf – Göttweig des österreichischen Jakobsweges über den Troppberg.